# Hydroptila sandersoni
Hydroptila sandersoni är en nattsländeart som beskrevs av Wayne N. Mathis och Bowles 1990. Hydroptila sandersoni ingår i släktet Hydroptila och familjen smånattsländor. Inga underarter finns listade i Catalogue of Life.